# Treasures from the Wreck of the Unbelievable

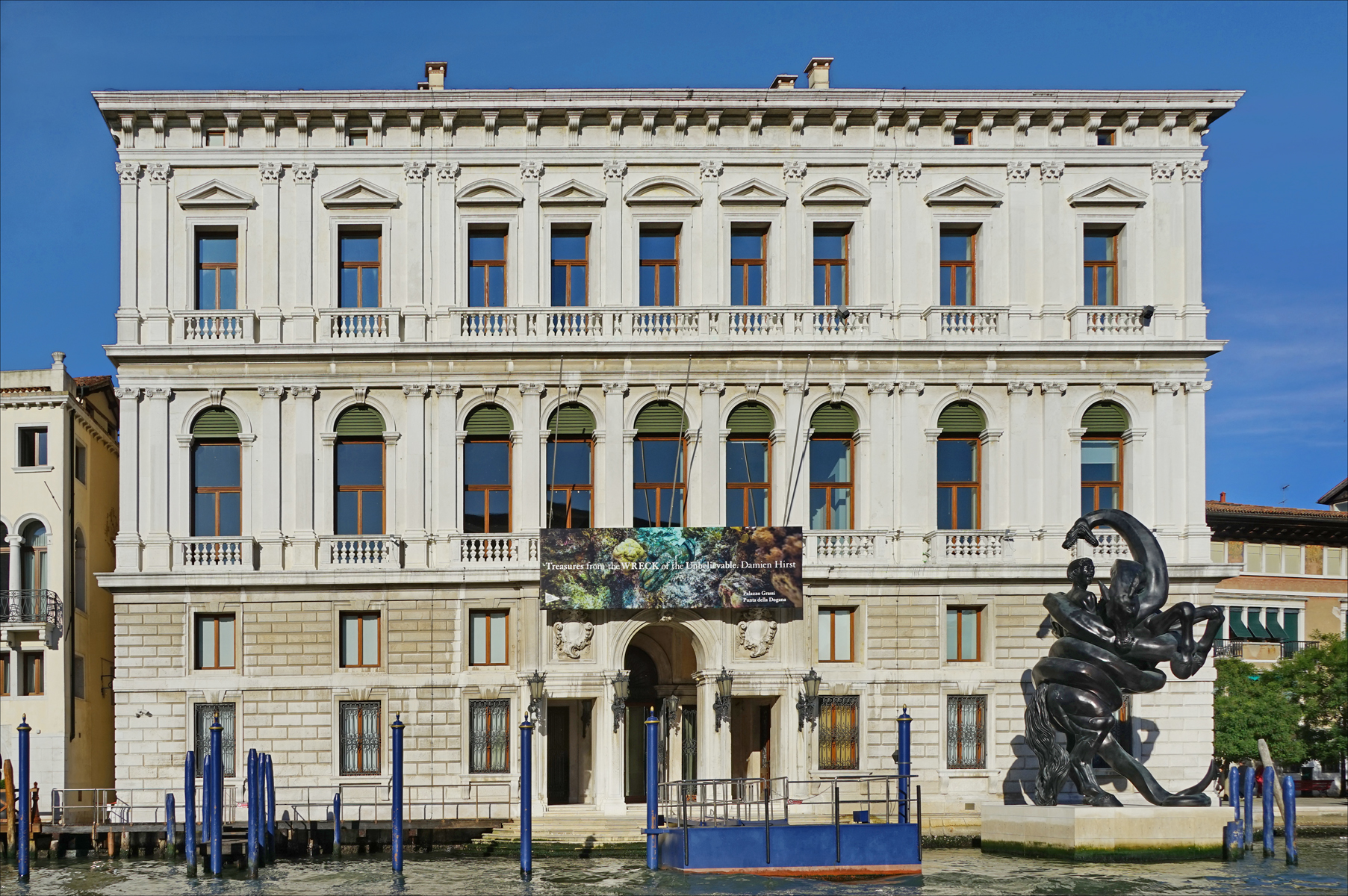
Façade du palais Grassi avec une sculpture de Damien Hirst lors de l'exposition Treasures from the Wreck of the Unbelievable.

Treasures from the Wreck of the Unbelievable (Trésors de l'épave de l'Incroyable) est une exposition de l'artiste Damien Hirst tenue dans le cadre de la Biennale de Venise du 9 avril au 3 décembre 2017. Première exposition majeure de l'artiste en Italie depuis 2004, il s'agit de son projet le plus ambitieux jamais produit. Dix ans de travail lui auront été nécessaires pour le mener à bien.
L'exposition repose sur la fiction d'un vaisseau antique le Unbelievable qui appartenait à un esclave affranchi Aulus Calidius Amotan, mieux connu sous le nom de Cif Amotan II (qui est une anagramme de I am fiction) qui possédait une collection réputée fabuleuse. Lors du transport de cette collection pour la destiner à un temple dédié au soleil, le navire fait naufrage au large des côtes de l’Afrique de l’Est, et la précieuse cargaison est perdue. L'exposition est le résultat supposé de la découverte du trésor en 2008 et de la remontée des artefacts. L'exposition patronnée par la « Fondation Pinault » a occupé le palais Grassi et le Punta della Dogana sur 5 000 m2 avec 189 œuvres.
De nombreuses sculptures, des sphinx d'Égypte, des statues grecques, des colosses de bronze, de l'or, des bijoux, incrustées d'algues durcies, de coraux et de coquillages, exposées telles qu'elles ont prétendument été retrouvées. Des copies contemporaines des artefacts, dans leur état initial, sont également présentées. Des vidéos relatant la collecte du trésor sont projetées au fil de l'exposition.
Peu à peu, le visiteur s'aperçoit cependant de la supercherie, par exemple quand il lit que le colosse de 18 m en bronze est en fait fabriqué en résine, que des bijoux sont en aluminium et en polyester ou encore que des bustes recouverts de coraux représentent Mickey… Ce faisant, Hirst mélange les allusions à l'Antiquité et à l'époque contemporaine dans un amalgame ambigu.
« Le visiteur ne sait pas si les œuvres qu'il voit sont restées deux mille ans au fond de l'eau ou si elles sont le résultat du travail de l'artiste. On est dans l'ambiguïté qui laisse la place au rêve », explique Martin Bethenod, directeur des palais Grassi et Punta della Dogana. « Il y a différents niveaux d'interprétation qui se superposent et qui font la richesse et la complexité du projet », analyse-t-il.
L'exposition rejoint les préoccupations de Hirst vis-à-vis de la mort, la religion et la science. « Il s’agit d’un projet global, au sein duquel l’appréhension de la réalité physique, matérielle, tangible, des pièces exposées, se fait par le détour de la narration, de la fiction, de la croyance dont le désir habite chaque homme », explique Martin Bethenod, directeur de la Fondation François Pinault à Venise.
En 2018, un documentaire paraît sur Netflix et relate en détail la découverte de l'épave et des artefacts présentés dans l'exposition. Le film est produit par Damien Hirst et réalisé par Sam Hobkinson. Tout comme l'exposition, le film entretient habilement l’ambiguïté jusqu'au dernier plan où on découvre sous l'eau un buste de Mickey.